# École nationale supérieure de chimie, de biologie et de physique
Die École nationale supérieure de chimie, de biologie et de physique (ENSCPB, ehemals École nationale supérieure de chimie et physique de Bordeaux) ist eine französische Ingenieurhochschule, die 2009 gegründet wurde.
Die Hochschule bildet Ingenieure mit einem multidisziplinären Profil aus, die in allen Bereichen der Industrie und des Dienstleistungssektors arbeiten.
Die ENSCPB ist in Pessac in der Nähe von Bordeaux. Die Schule ist Mitglied der Conférence des grandes écoles (CGE).